# Antonín Kraus
Antonín Kraus (17. května 1908 Předslav – 5. dubna 1951 Praha-Čakovice) byl český vojenský a testovací pilot, pracovník letecké továrny Avia v pražských Letňanech. Po skončení druhé světové války se jako zkušební pilot podílel na projektu kompletace původně německých kořistních proudových stíhacích letounů Messerschmitt Me 262 (pod označením Avia S-92), v srpnu roku 1946 pak se strojem absolvoval let jako první pilot proudového letounu vyrobeného v Československu. Zahynul roku 1951 při letecké havárii během testovacího letu s letounem Avia A-199 nedaleko od továrny Avia.

## Život

### Mládí
Narodil se v obci Předslav nedaleko Klatov v rodině zedníka, rodina se posléze přestěhovala do Strakonic. Po vychození střední školy nastoupil na povinnou vojenskou službu v Československé armádě, kde se poprvé dostal letectví. Absolvoval letecké učiliště v Prostějově roku 1927, kde získal pilotní průkaz, roku 1928 pak kurz pro výcvik stíhacích pilotů na letišti v Chebu. Poté narukoval k 1. Leteckému pluku Československého letectva, mj. vybaveného bombardéry Fokker F-IX, největšími stroji letectva. Byl ženatý a měl rodinu. V záznamech je uvedeno několik jeho návrhů na povýšení, stejně jako kázeňské tresty. Po Mnichovské dohodě roku 1938 a zřízení Protektorátu Čechy a Morava roku 1939 krátce pracoval jako pilot ČSA a berní úředník, poté nastoupil na místo zalétávacího pilota do pražské továrny Avia.

### Pražské povstání
Po vypuknutí Pražského povstání 5. května 1945 a bojů v pražských ulicích vyslyšeli zaměstnanci výzvu Československého rozhlasu k národní mobilizaci odporu proti německé armádě. Letuschopný průzkumný stroj Luftwaffe německé konstrukce Arado 396, který byl v továrně uskladněn, opatřili československými výsostnými znaky (trikolorou) a připravili k letu. Testovací piloti Avie František Janča a Antonín Kraus vzlétli nad Prahu v 15:57 odpoledne a provedli přibližně dvacetiminutový let nad Hradčany, Smíchovem a Novým Městem, kde provedli průzkum situace bojů v Praze a shodili letáky informující o začátku povstání. Let měl více než strategický, symbolický význam, neboť se jednalo o první let stroje s československými insigniemi nad hlavním městem od začátku nacistické okupace.

### Avia S-92

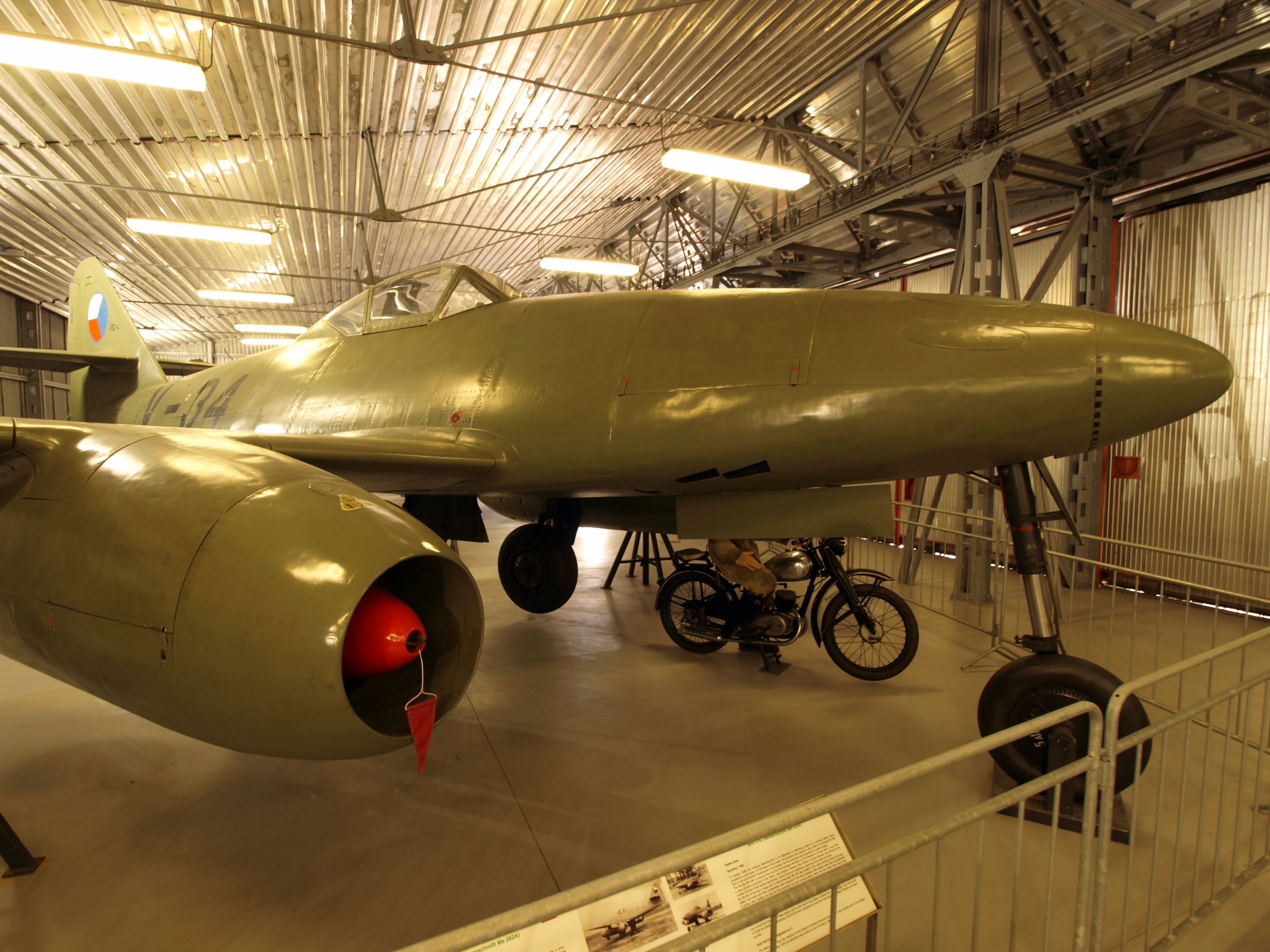
Avia S-92 v Leteckém muzeu Kbely v Praze

Od roku 1946 byl na základě rozhodnutí československé vlády Kraus součástí kolektivu mající za úkol zkompletovat kořistí německý proudový letoun Messerschmidt Me 262, jejichž součásti zůstaly po konci války na území protektorátu. Nacházelo se zde určité množství draků Me-262 a jiných částí, ale kompletní letoun nezůstal žádný, ty byly zabaveny spojenci. Přesto se čeští inženýři pustili do vývoje, projekt dostal označení Avia S-92. Úkolem byly pověřeny Letecké opravny Malešice (kompletace a zkoušky motorů Jumo 004-B1, označených jako M-04) a Avia Letňany (montáž letounů), stroj byl dokončen na konci roku 1945. 27. srpna 1946 provedl na letišti v Žatci Kraus s prototypem první testovací let, který proběhl úspěšně První proudový stíhací letoun Avia S-92 byl československému vojenskému letectvu oficiálně předán 24. června 1948. Československé vojenské letectvo obdrželo devět jednomístných stíhacích letounů S-92 (Me-262A) a tři dvoumístné cvičné bojové letouny CS-92 (Me-262B). Letouny byla vyzbrojena 5. stíhací letka a tyto letouny se staly prvními proudovými letadly ve výzbroji československého stíhacího letectva. Byla plánována sériová výroba nových strojů a typ byl nabízen k prodeji v katalogu Avie na rok 1947, letouny projevila zájem zejména Jugoslávie, z politických důvodů však k sériové výrobě nedošlo.
Rovněž se jako testovací pilot podílel na vývoji strojů Avia-199, původně německých stíhaček Messerschmidt Bf-109 s úpravami motoru, dodávaných mj. nově vzniklému Izraelskému letectvu.
Krausův kolega z Avie František Janča se ve stejné době zabýval jako vedoucí projektem dokončení dvou kořistích německých vrtulníkových strojů Focke-Achgelis Fa 223 (Avia VR-1), jejichž výroba byla ke konci války přenesena na území protektorátu podzemní továrny v Rabštejně. Na přelomu let 1947 a 1948 se stal prvním československým vrtulníkovým pilotem. V následujících letech pak Janča spolupracoval s konstruktérem Jaroslavem Šlechtou jako testovací pilot prvních vrtulníkových strojů československé konstrukce XE-II.

### Úmrtí

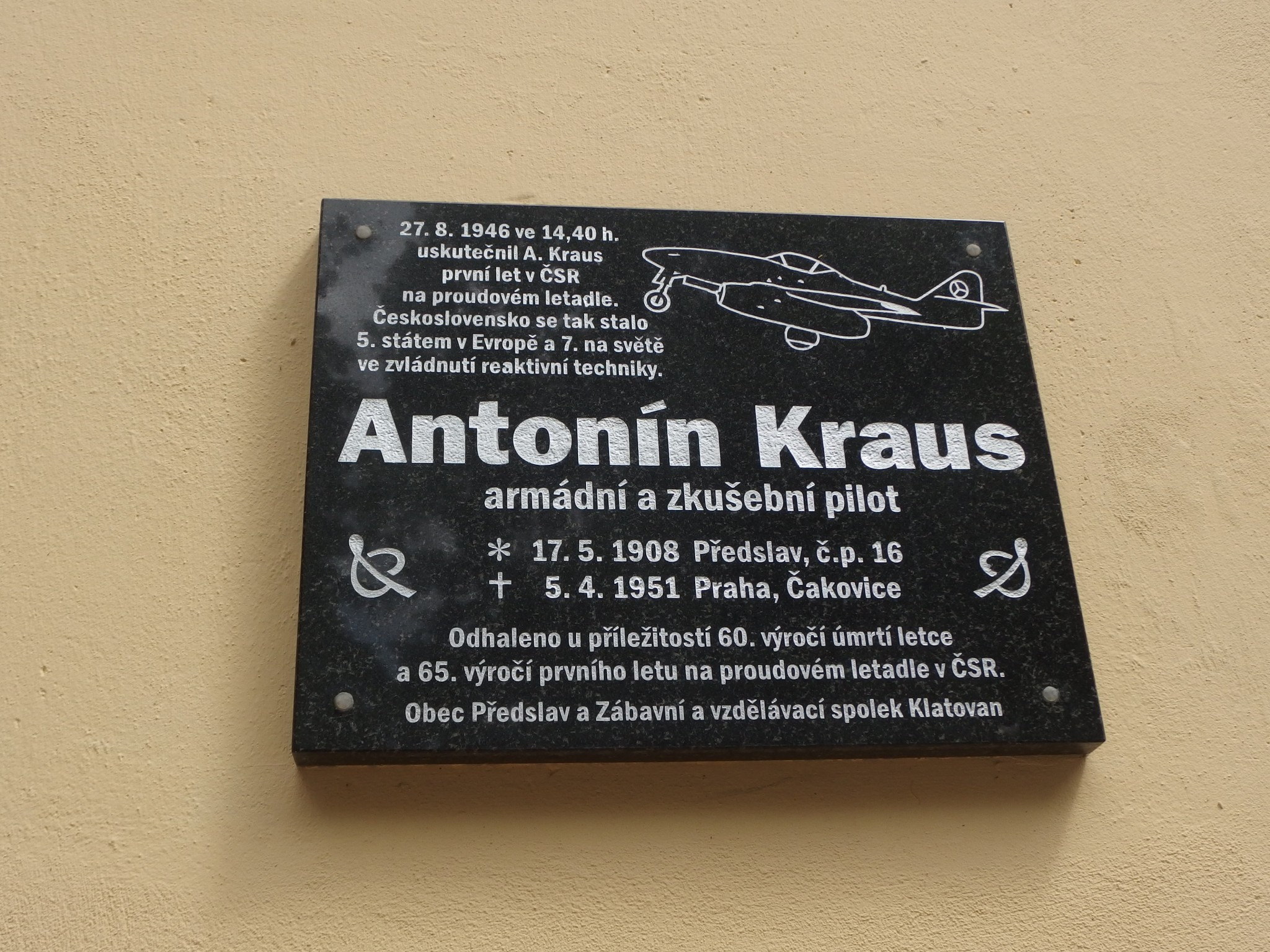
Pamětní deska v Předslavi

5. dubna 1951 prováděl Antonín Kraus testovací let s A-199.219. Během letu došlo k závadě a přehřátí motoru, kabina se naplnila kouřem a Kraus ztratil nad strojem kontrolu. Při tom se začal uvolňovat jedovatý glykol, který jej otrávil. Stroj poté přešel do střemhlavého letu a roztříštil se o několikametrový násep železniční trati poblíž Čakovic u Prahy. Zemřel ve věku 42 let.
V Letňanech v městské části Praha 18 byla po Antonínu Krausovi pojmenována ulice, Krausova.
Dvě verze proudové Avie, S-92 a CS-92, jsou k vidění v Leteckém muzeu Kbely.